# Chicago-Marathon 2021
| 43. Chicago-Marathon    | 43. Chicago-Marathon         |
| ----------------------- | ---------------------------- |
| Stadt                   | Chicago, Vereinigte Staaten  |
| Datum                   | 10. Oktober 2021             |
| Distanz                 | 42,195 Kilometer             |
| Sieger                  |                              |
| Männer                  | Seifu Tura (2:06:12 h)       |
| Frauen                  | Ruth Chepngetich (2:22:31 h) |
| ← Chicago-Marathon 2019 | Chicago-Marathon 2022 →      |
| Website                 | Offizielle Website           |

Der Chicago-Marathon 2021 (offiziell: Bank of America Chicago Marathon 2021) war die 43. Ausgabe der jährlich stattfindenden Laufveranstaltung in Chicago, Vereinigte Staaten. Der Marathon fand am 10. Oktober 2021 statt. Er war der neunte Lauf der World Marathon Majors 2019/20 und hatte das Etikett Elite Platinum der World Athletics Label Road Races 2021.

## Ergebnisse

### Männer
| Platz | Athlet          | Land               | Zeit (h) |
| ----- | --------------- | ------------------ | -------- |
| 01    | Seifu Tura      | Äthiopien          | 2:06:12  |
| 02    | Galen Rupp      | Vereinigte Staaten | 2:06:35  |
| 03    | Eric Kiptanui   | Kenia              | 2:06:51  |
| 04    | Kengo Suzuki    | Japan              | 2:08:50  |
| 05    | Shifera Tamru   | Äthiopien          | 2:09:39  |
| 06    | Colin Mickow    | Vereinigte Staaten | 2:13:31  |
| 07    | Nico Montanez   | Vereinigte Staaten | 2:13:55  |
| 08    | Reuben Kipyego  | Kenia              | 2:14:24  |
| 09    | Reed Fischer    | Vereinigte Staaten | 2:14:41  |
| 10    | Wilkerson Given | Vereinigte Staaten | 2:14:55  |

### Frauen
| Platz | Athletin         | Land               | Zeit (h) |
| ----- | ---------------- | ------------------ | -------- |
| 01    | Ruth Chepngetich | Kenia              | 2:22:31  |
| 02    | Emma Bates       | Vereinigte Staaten | 2:24:20  |
| 03    | Sara Hall        | Vereinigte Staaten | 2:27:19  |
| 04    | Keira D’Amato    | Vereinigte Staaten | 2:28:22  |
| 05    | Vivian Kiplagat  | Kenia              | 2:29:14  |
| 06    | Maegan Krifchin  | Vereinigte Staaten | 2:30:17  |
| 07    | Carrie Verdon    | Vereinigte Staaten | 2:31:51  |
| 08    | Sarah Pagano     | Vereinigte Staaten | 2:33:11  |
| 09    | Meseret Belete   | Äthiopien          | 2:33:14  |
| 10    | Lindsay Flanagan | Vereinigte Staaten | 2:33:20  |